# ميكروكلين

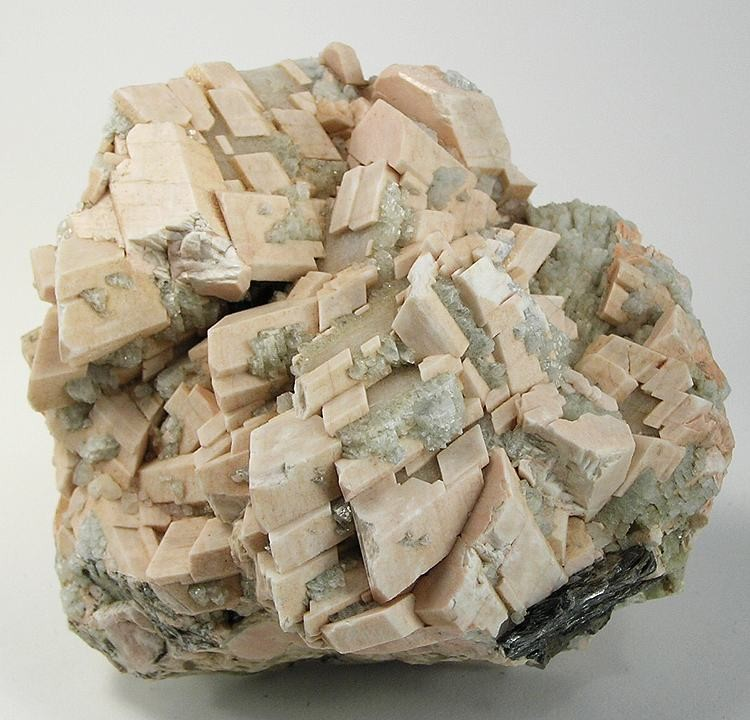
ميكروكلين

الميكروكلين (Microcline) هو صخر ناري وهو نوع من الفلسبار القلوي وقد يكون عديم اللون أو أصفر أو أبيض أو وردي أو أحمر أو رمادي أو أخضر إلا أن النوع الشبه معتم، الأزرق المخضر المسمى بالأمازونايت (نسبةَ لهذا الأمازون) يكثر تقطيعه بدون صقل في أي حجم تقريباً ولونه العجيب المدهش يرجع إلى وجود الرصاص به.

## تواجده
أهم مصادر للأمازونايت هي:
الهند كما يوجد أيضاً في الولايات المتحدة الأمريكية وكندا واتحاد الجمهوريات السوفيتية السابق ومدغشقر وتنزانيا وناميبيا.

## ملحوظة
على الرغم من أن تركيب الميكروكلين هو نفس تركيب الأورثوكلاز إلا أن بنيته البلورية ثلاثية الميول.